# 324 Bamberga
324 Bamberga là một tiểu hành tinh tại vành đai tiểu hành tinh, được phát hiện bởi Johann Palisa vào ngày 25 tháng 2 năm 1892 tại Viên. 324 Bamberga đứng thứ 14 trong số các tiểu hành tinh lớn nhất trong vành đai tiểu hành tinh. Ngoài tiểu hành tinh gần Trái Đất Eros, đây là hành tinh cuối cùng có thể dễ dàng nhìn thấy bằng ống nhòm được phát hiện.
Độ lệch tâm quỹ đạo rất cao nghĩa là độ xung đối của nó thay đổi rất nhiều, tại một xung đối hiếm gần điểm cận nhật, độ sáng biểu kiến có thể đạt +8.0, mà là sáng như vệ tinh Titan của Sao Thổ. Xung đối gần điểm cận nhật thường diễn ra với chu kỳ hai mươi hai năm một lần, với lần gần đây nhất vào năm 2013 và lần tiếp theo sẽ diễn ra vào năm 2035, khi đạt được độ sáng 8.1 vào ngày 13 tháng 9, độ sáng của nó ở những xung đối gần điểm cận nhật làm Bamberga thuộc nhóm tiểu hành tinh sáng loại C, với độ sáng hơn tiểu hành tinh 10 Hygiea với độ sáng tối đa +9.1. Vì kiểu xung đối như vậy, Bamberga trên thực tế có thể gần Trái Đất hơn các tiểu hành tinh nào khác trong vành đai chính với biểu kiến trên +9.5, cách Trái Đất chỉ khoảng 0.78 AU. Để so sánh, 7 Iris không bao giờ đến gần hơn 0.85 AU và 4 Vesta không bao giờ gần hơn 1.13 AU (có thể thấy bằng mắt thường khi bầu trời không bị ô nhiễm ánh sáng).
Nhìn chung Bamberga là tiểu hành tinh sáng thứ mười, theo thừ tự, Vesta, Pallas, Ceres, Iris, Hebe, Juno, Melpomene, Eunomia và Flora. Độ lệch tâm cao của nó (cao hơn 36% so với Sao Diêm Vương), tuy nhiên, phần lớn các tiểu hành tinh khác đối lập với nó có độ lệch tâm còn cao hơn.
Chu kỳ tự quay dài 29 giờ là điều bất thường với tiểu hành tinh có đường kính  hơn 150 km. Kiểu phổ của nó giữa loại C và tiểu hành tinh loại P.
10 µ dữ liệu phóng xạ được quan sát bởi Kitt Peak vào năm 1975 đưa ra một ước tính đường kính khoảng 255 km. Sự che khuất của Bamberga được quan sát vào ngày 8 tháng 12 năm 1987, đã cho biết về đường kính của nó, khoảng 228 km, phù hợp với kết quả của IRAS. Năm 1988, một nỗ lực tìm kiếm các tiểu hành tinh và bụi không gian bằng kính viễn vọng UH88 của đài quan sát Kea Mauna, nhưng những nỗ lực này không thành công.